# Cryptillas victorini
Il forapaglie di Victorin (Cryptillas victorini (Sundevall, 1860)) è un uccello passeriforme della famiglia Macrosphenidae, endemico del Sudafrica . È l'unica specie nota del genere Cryptillas.

## Descrizione
È un passeraceo lungo 15–17 cm, con piumaggio uniformemente marrone nelle parti superiori e rossiccio pallido in quelle inferiori e con una lunga e ampia coda.